# كاثرين هايمان
كاثرين هايمان (بالإنجليزية: Kathryn Heyman)‏ (1965)؛ روائية أسترالية.